# 나는 18살이다
《나는 18살이다》는 대한민국의 음악인 김사랑의 데뷔앨범이다.
그는 프로듀서는 물론 일부 곡을 제외한 모든 곡에서의 작사, 작곡과 편곡 등 작업과 악기 연주, 기술적 부분을 모두 담당했다.

## 수록곡
전체 작곡: 김사랑
| #             | 제목                            | 작사          | 재생 시간 |
| ------------- | ------------------------------- | ------------- | --------- |
| 1.            | 〈Mind Control〉 (instrumental) |               | 1:31      |
| 2.            | 〈Keep the Groove〉             | 김사랑        | 3:53      |
| 3.            | 〈Mojorida〉                    | 김사랑        | 3:33      |
| 4.            | 〈4D〉                          | 김사랑        | 3:37      |
| 5.            | 〈Go〉 (instrumental)           |               | 2:47      |
| 6.            | 〈Feeling〉                     | 정혜선        | 4:22      |
| 7.            | 〈Dream〉                       | 김사랑        | 3:09      |
| 8.            | 〈Promise〉                     | 정혜선        | 3:50      |
| 9.            | 〈Gate〉 (instrumental)         |               | 0:50      |
| 10.           | 〈Rain〉                        | 김사랑        | 3:33      |
| 11.           | 〈U〉                           | 김사랑        | 3:29      |
| 12.           | 〈Chaos〉 (instrumental)        |               | 3:28      |
| 총 재생 시간: | 총 재생 시간:                   | 총 재생 시간: | 51:18     |

## 참여
이 목록은 해당 앨범의 부클릿에서 발췌하였다.
- 김사랑 - 보컬, 랩, 코러스, 기타, 베이스 기타, 드럼, 건반 악기, 컴퓨터 프로그래밍, 샘플링

스탭
- 김사랑 - 프로듀서
- 윤명선 - 이그제큐티브 프로듀서
- 박주익, 최곤순, 정두익 - 녹음
- 김국현 - 믹싱(1~3, 7, 12)
- 임창덕 - 믹싱(6, 8, 10, 11)
- 성지훈 - 믹싱(4, 5, 9)
- 소닉 코리아 - 마스터링 스튜디오
- 김유승 - 오퍼레이터
- 정보윤 - 코디, 스타일리스트
  - 안은자, 이승희, 김지현 - 스타일리스트 보조
- 한수정 - 이미지
- 최가을 - 헤어
- 장승효 - 아트워크
- 김창섭, 양근모 - 안무
- Tric - 무용단
- 라손 엔터테인먼트 - 매니지먼트